# Astronavigace

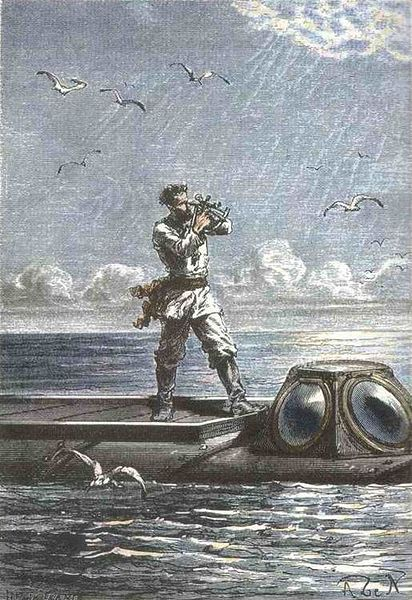
Kapitán Nemo naviguje pomocí sextantu

Astronavigace je způsob zjišťování zeměpisné polohy a směru určováním polohy nebeských těles, například Slunce, Měsíce nebo hvězd na obloze. Navigovat se podle nebeských těles dá nejen na Zemi – ať už na pevné zemi, nebo na otevřeném moři, ale i ve volném prostoru vesmíru.

## Princip
Základní astronavigaci umožňuje pouhé pozorování oblohy, například určení světových stran podle Slunce či Polárky. Pro přesnější navigaci se používá zaměření polohy nebeského tělesa na obloze a ta se pak srovnává s polohami tělesa vypočtenými pro určité místo k určitému datu. Základními pomůckami pro astronavigaci jsou proto nějaký druh úhloměru, hodiny a vypočtené dráhy těles.
Potřebné úhly na obloze, nejčastěji úhlová výška tělesa nad obzorem, se dají měřit například Jakubovou holí, astrolábem nebo sextantem. K měření času je potřeba hodiny ukazující greenwichský střední čas, případně čas jiného časového pásma, nelze použít (sluneční) čas neznámého poledníku určený například slunečními hodinami. Informace o polohách nebeských těles pro konkrétní data, časy a zeměpisné polohy se každoročně vydávají ve specializovaných publikacích.

## Určení polohy na příkladu zaměření poledne
Pozorovatel může zjistit svou zeměpisnou polohu, pokud pomocí sextantu a přesných hodinek zjistí, v kolik hodin greenwichského času a v jaké výšce bylo Slunce nejvýše nad obzorem.
Zeměpisná délka je dána úhlovou vzdáleností daného poledníku od nultého (greenwichského) poledníku. Země se o 360° otočí za 1 440 minut (24 h × 60 min), tedy o 1° za 4 minuty (1 440:360). Pravé poledne nastává nejdříve na východní polokouli, posouvá se k západu rychlostí 1/4° za minutu a na nultém poledníku nastává v poledne greenwichského času.
Pro určení zeměpisné délky tedy stačí určit časový rozdíl v minutách mezi místním (zjištěným na hodinkách) a greenwichským (12:00 UTC) polednem a vydělit jej čtyřmi. Přičemž na východní polokouli nastává poledne dříve, na západní později než na nultém poledníku.
Zeměpisná šířka je dána výškou poledního slunce nad obzorem. Každý den v roce vystoupá polední slunce do jedné určité výšky vždy jen nad jedinou rovnoběžkou. Na ostatních rovnoběžkách je polední slunce výše nebo níže.
Zeměpisnou šířku stačí najít v tabulkách, kde jsou ke každému datu vypočteny výšky poledního Slunce pro jednotlivé rovnoběžky.